# Cladoselachidae
I cladoselaci (Cladoselachidae) sono l'unica famiglia dell'ordine Cladoselachiformes, squali primitivi vissuti nel periodo Devoniano.

## Descrizione
Questa famiglia (oggi completamente estinta e di cui resta testimonianza solo in alcuni fossili) presenta delle caratteristiche primitive molto importanti, tra cui una bocca terminale (situata cioè anteriormente al muso, diversamente dagli squali attuali che presentano una bocca ventrale), denti di dentina ricoperta di smalto, tricuspidati, rinnovabili e con radici molto piccole, nonché una mascella molto lunga che presenta tre punti di attacco con lo splancnocranio (sospensione anfistilica). Subito dietro l'apertura boccale si potevano trovare da 5 a 7 fessure branchiali.
I membri di questo gruppo presentano uno scheletro a condrificazione incompleta. Il loro corpo è lungo fino a 2 metri, slanciato ed atto a compiere movimenti rapidi; erano in grado di cacciare pesci e cefalopodi, anche se la dentizione di questi squali non era in grado di tagliare o strappare le carni come le moderne specie predatrici.
Le pinne pettorali sono molto sviluppate e fungevano da stabilizzatori del nuoto; le pinne dorsali sono precedute da robuste spine dorsali, mentre la pinna anale è assente. Hanno una pinna caudale apparentemente omocerca: in realtà la porzione caudale della corda dorsale si prolunga nel lembo superiore della pinna, mentre il lembo inferiore è costituito da una membrana di tessuto connettivale.